# Richel
Richel (niderl. De Richel – grzbiet lub pasmo górskie) – sucha, piaszczysta mielizna na Morzu Wattowym, pomiędzy wyspami Vlieland i Terschelling. Zajmuje powierzchnię ok. 116 hektarów. Mielizna jest całkowicie zalewana jedynie podczas bardzo wysokich przypływów.
Wyspa jest znana jako jedno z najważniejszych miejsc odpoczynku foki szarej w okolicach Morza Wattowego.
Richel jest niezamieszkana i całkowicie jałowa.